# Georgel
Pour les articles homonymes, voir Georgel.
Georges Job dit Georgel, né le 2 juillet 1884 dans le 10e arrondissement de Paris et mort le 8 août 1945 dans le même arrondissement, est un chanteur français.

## Biographie
Georgel fait à dix-huit ans ses débuts aux Folies-Belleville en 1903 en empruntant à Mayol son répertoire et son style (coiffure à houppette, boutonnière). Mayol lui apporte alors son soutien, un dévouement que Georgel n'oubliera jamais.

Il enchaîne dans le registre de Fragson avec des chansons comme Dans mon aéroplane (1908). Ensuite, il interprète son propre répertoire, dont quelques grands succès : La Vipère du trottoir, L’Épervier ou Le Dernier tango (1912).

Ce sont surtout les chansons de Vincent Scotto qui vont le faire entrer dans la légende. Il chante notamment Ton cœur a pris mon cœur, Caroline, Caroline et enfin il crée l'immortel Sous les ponts de Paris en avril 1913.

Jusqu'au début des années 1930, il obtient de nombreux succès. Il crée Où est-il donc ? en 1925, chanson qui est reprise, une dizaine d'années plus tard, par Fréhel dans le film Pépé le Moko de Julien Duvivier. Il y aura encore Alaska et Visite nocturne en 1926, Sans un en 1929 et Les Marchands d’illusions en 1930.

C'est lors de l’une de ses dernières représentations qu’il va à son tour donner un coup de pouce à un jeune débutant : Bourvil.
Mort à 61 ans en son domicile dans le 10e arrondissement de Paris qui l'avait vu naître, Georgel était marié à Éveline Allard, une artiste belge qu'il avait épousé en octobre 1928. Il est inhumé au cimetière parisien de Pantin (42e division).

## Répertoire
comme auteur
- 1913 : L'Assommoir, chanson dramatique, paroles de Georgel et Henri Delormel, musique de René de Buxeuil
- 1915 : Quand nous en serons, paroles de Georgel et André Decaye, musique d'Émile Doloire
- 1916 : Deux copains, musique d'Émile Doloire[8]
- 1916 : Le Dernier vol, musique d'Émile Doloire
- 1917 : Un soir en passant, musique de René Mercier
- 1918 : Le Fossoyeur, paroles de Georgel et Henri Delormel, musique de René de Buxeuil
- 1943 : Ne m'aime pas, musique de Serge Bessière.

comme interprète
- 1904 : Double pari, chansonnette, paroles de Léo Lelièvre, musique de Félix Chaudoir
- 1906 : Le Cœur d'un fils, paroles d'Émile Caffe, musique d'Achille Flament[9]
- 1908 : Dans mon aéroplane, chanson, paroles d'Henri Christiné, musique de Fragson
- 1909 : Ton cœur a pris mon cœur, paroles de Pierre Chapelle et Plébus, musique de Vincent Scotto
- 1910 : Nina la Bella, idylle espagnole, paroles de Louis Raynal, musique de José Garcia et M. Lespinasse[10]
- 1911 : La Ronde du soir, paroles de Jean Rodor et Xam, musique de Vincent Scotto
- 1911 : Gardez-vous de sortir le soir, paroles de Gitral et Vincent Scotto, musique de Vincent Scotto
- 1911 : Pantin d'amour, chanson, paroles de Jean Péheu, musique d'Eugène Gavel et Romain Desmoulins
- 1912 : Pensez aux mamans, chanson vécue, paroles d'Ernest Dumont, musique d'Eugène Gavel
- 1912 : L’Épervier, valse, paroles d'Henri Harment, musique de G. Dardany
- 1912 : Le Dernier tango, paroles de A Foucher, musique d'Émile Doloire[11]
- 1913 : Sous les ponts de Paris, chanson, paroles de Jean Rodor, musique de Vincent Scotto
- 1919 : Prenez donc une femme, paroles de Jean Rodor, musique de Vincent Scotto
- 1919 : Les Pantins ou Qui veut des pantins ?, fox-trot, paroles de Pierre Alberty, paroles de Léojac[12]
- 1919 : Dansez-vous le fox-trot ?, paroles d'Henri Delormel, musique de Maurice Yvain
- 1920 : Si ce n'est qu' pour ça, paroles de Jean Rodor, musique de Vincent Scotto
- 1920 : Le Tango chaviré, chanson, paroles d'Émile Audiffred, musique de Paul Nast
- 1921 : Ah ! Quel retard, chanson satirique, paroles de Jean Rodor, musique de Vincent Scotto[13]
- 1922 : La Vipère du trottoir / La Vipère, chanson vécue, paroles de Jean Rodor, musique de Vincent Scotto[14]
- 1923 : Sa robe blanche, chanson, paroles d'Émile Gibert, musique de Léo Daniderff
- 1925 : Où est-il donc ?
- 1925 : Yasmina, fox-trot hindou, paroles de Suzanne Quentin, musique d'Albert Lebail
- 1925 : On n'a pas l'sou, two-step, paroles de Suzanne Quentin, paroles d'Albert Lebail
- 1926 : La Margot de chez nous, paroles d'André Decaye et Lucien Carol, musique de Vincent Scotto, créée à l'Empire
- 1926 : Alaska, fox-trot, paroles de Louis Lemarchand, Lucien Carol et André Decaye, musique de Vincent Scotto
- 1926 : Visite nocturne
- 1927 : Les choses que l'on dit..., fox-trot, paroles de Jean Bertet et Jean Rodor, musique de Vincent Scotto
- 1928 : Maman (Souvenirs), paroles de Jean-Paul Monteil, musique d'Ernest Cloërec-Maupas
- 1929 : Sans un
- 1929 : Caroline, Caroline, chansonnette, paroles de Louis Bénech et Vincent Telly, musique de Vincent Scotto
- 1930 : Les Marchands d’illusions, paroles de René Sarvil et Henri Poupon, musique de Blanche Poupon
- 1930 : Ohé ! Les petits bateaux !, chansonnette, paroles de René-Paul Groffe, musique de Jean Eblinger
- 1931 : Du gris, paroles d'Ernest Dumont, musique de Louis Bénech
- 1932 : Moi j'ai fait ça machinalement, paroles d'Albert Willemetz, musique de Maurice Yvain[15]
- 1935 : Celle que j'aime est parmi vous, paroles de Jean Rodor et Jean Bertet, musique de Vincent Scotto
- 1935 : La Berceuse de bébé, paroles d'Henri Darsay, musique de Jules Vercolier
- Non daté : Si vous voulez vous marier, one-step, paroles de Jean Bertet et Henri Delormel, musique de Vincent Scotto
- Non daté : J'ai peur de vous aimer, chanson-valse, paroles de Louis Raynal, musique de Jean Battle

## Filmographie
comme acteur
- 1937 : À nous deux, madame la vie de René Guissart et Yves Mirande : Jojo, le patron du bal musette

comme chanteur
- 1939 : Le Roi des galéjeurs de Fernand Rivers d'après l'opérette de Vincent Scotto.

## Distinction
- Officier d'Académie (arrêté ministériel du 12 février 1926)[16].